# Larry Playfair
Larry Playfair (né le 23 juin 1958 à Fort Saint-James, province de la Colombie-Britannique) est un joueur professionnel canadien de hockey sur glace.

## Carrière
En 1974, il commence sa carrière avec les Lords de Langley. En 1978, il est choisi au premier tour, en 13e position lors du repêchage amateur de la Ligue nationale de hockey par les Sabres de Buffalo. Il passe alors professionnel avec les Bears de Hershey dans la Ligue américaine de hockey puis débute avec les Sabres dans la LNH. Le 30 janvier 1986, il est échangé aux Kings de Los Angeles avec Sean McKenna et Ken Baumgartner pour Brian Engblom et Doug Smith.Le 21 octobre 1988, il retourne à Buffalo en retour de Bob Logan et un choix de neuvième ronde en 1989 (Jim Giacin). En 1990, il met un terme à sa carrière.

## Trophées et honneurs personnels
WCHL
- 1978 ; élu dans la première équipe d'étoiles.

## Parenté dans le sport
Son frère Jim Playfair a également évolué dans la LNH et a été choisi au premier tour du repêchage d'entrée de 1982 par les Oilers d'Edmonton.

## Statistiques
Pour les significations des abréviations, voir Statistiques du hockey sur glace.
| Saison     | Équipe                   | Ligue      |     | Saison régulière | Saison régulière | Saison régulière | Saison régulière | Saison régulière |    | Séries éliminatoires | Séries éliminatoires | Séries éliminatoires | Séries éliminatoires | Séries éliminatoires |
| Saison     | Équipe                   | Ligue      | PJ  | B                | A                | Pts              | Pun              | PJ               | B  | A                    | Pts                  | Pun                  |                      |                      |
| 1974-1975  | Lords de Langley         | BCJHL      |     |                  |                  |                  |                  |                  |    |                      |                      |                      |                      |                      |
| 1974-1975  | Chiefs de Kamloops       | WCHL       | 1   | 0                | 0                | 0                | 0                | --               | -- | --                   | --                   | --                   |                      |                      |
| 1975-1976  | Lords de Langley         | BCJHL      |     |                  |                  |                  |                  |                  |    |                      |                      |                      |                      |                      |
| 1975-1976  | Chiefs de Kamloops       | WCHL       | --  | --               | --               | --               | --               | 3                | 0  | 0                    | 0                    | 0                    |                      |                      |
| 1976-1977  | Winter Hawks de Portland | WCHL       | 65  | 2                | 17               | 19               | 199              | 8                | 0  | 0                    | 0                    | 4                    |                      |                      |
| 1977-1978  | Winter Hawks de Portland | WCHL       | 71  | 13               | 19               | 32               | 402              | 8                | 0  | 2                    | 2                    | 58                   |                      |                      |
| 1978-1979  | Bears de Hershey         | LAH        | 45  | 0                | 12               | 12               | 148              | --               | -- | --                   | --                   | --                   |                      |                      |
| 1978-1979  | Sabres de Buffalo        | LNH        | 26  | 0                | 3                | 3                | 60               | --               | -- | --                   | --                   | --                   |                      |                      |
| 1979-1980  | Sabres de Buffalo        | LNH        | 79  | 2                | 10               | 12               | 145              | 14               | 0  | 2                    | 2                    | 29                   |                      |                      |
| 1980-1981  | Sabres de Buffalo        | LNH        | 75  | 3                | 9                | 12               | 169              | 8                | 0  | 0                    | 0                    | 26                   |                      |                      |
| 1981-1982  | Sabres de Buffalo        | LNH        | 77  | 6                | 10               | 16               | 258              | 4                | 0  | 0                    | 0                    | 22                   |                      |                      |
| 1982-1983  | Sabres de Buffalo        | LNH        | 79  | 4                | 13               | 17               | 180              | 5                | 0  | 1                    | 1                    | 11                   |                      |                      |
| 1983-1984  | Sabres de Buffalo        | LNH        | 76  | 5                | 11               | 16               | 211              | 3                | 0  | 0                    | 0                    | 0                    |                      |                      |
| 1984-1985  | Sabres de Buffalo        | LNH        | 72  | 3                | 14               | 17               | 157              | 5                | 0  | 3                    | 3                    | 9                    |                      |                      |
| 1985-1986  | Sabres de Buffalo        | LNH        | 47  | 1                | 2                | 3                | 100              | --               | -- | --                   | --                   | --                   |                      |                      |
| 1985-1986  | Kings de Los Angeles     | LNH        | 14  | 0                | 1                | 1                | 28               | --               | -- | --                   | --                   | --                   |                      |                      |
| 1986-1987  | Kings de Los Angeles     | LNH        | 37  | 2                | 7                | 9                | 181              | --               | -- | --                   | --                   | --                   |                      |                      |
| 1987-1988  | Kings de Los Angeles     | LNH        | 54  | 0                | 7                | 7                | 197              | 3                | 0  | 0                    | 0                    | 14                   |                      |                      |
| 1988-1989  | Kings de Los Angeles     | LNH        | 6   | 0                | 3                | 3                | 16               | --               | -- | --                   | --                   | --                   |                      |                      |
| 1988-1989  | Sabres de Buffalo        | LNH        | 42  | 0                | 3                | 3                | 110              | 1                | 0  | 0                    | 0                    | 0                    |                      |                      |
| 1989-1990  | Sabres de Buffalo        | LNH        | 4   | 0                | 1                | 1                | 2                | --               | -- | --                   | --                   | --                   |                      |                      |
| Totaux LNH | Totaux LNH               | Totaux LNH | 688 | 26               | 94               | 120              | 1814             | 43               | 0  | 6                    | 6                    | 111                  |                      |                      |